# 小高パイオニアヴィレッジ
小高パイオニアヴィレッジ（おだかパイオニアヴィレッジ）は、福島県南相馬市小高区にある宿泊所を兼ねたコワーキングスペース。
設計は和田智行と建築家の藤村龍至が行い、和田智行が代表を務める一般社団法人パイオニズムが運営を行う。